# 에두아르도 살비오
에두아르도 안토니오 살비오(Eduardo Antonio Salvio, 1990년 7월 13일 ~ )는 아르헨티나의 축구선수로 포지션은 윙어이다. 현재 아르헨티나 프리메라 디비시온의 CA 보카 주니어스에서 활약하고 있다.

## 경력 통계

### 국가대표
2018년 6월 21일 기준.
| 대표팀     | 연도 | 경기 | 득점 |
| ---------- | ---- | ---- | ---- |
| 아르헨티나 | 2009 | 1    | 0    |
| 아르헨티나 | 2011 | 2    | 0    |
| 아르헨티나 | 2012 | 2    | 0    |
| 아르헨티나 | 2017 | 3    | 0    |
| 아르헨티나 | 2018 | 3    | 0    |
| 합계       | 합계 | 11   | 0    |

## 수상 내역

### 클럽
아틀레티코 마드리드
- UEFA 유로파리그: 2009-10, 2011-12

벤피카
- 프리메이라리가: 2013-14, 2014-15, 2015-16, 2016-17,[2]2018-19
- 타사 드 포르투갈: 2013–14, 2016–17
- 타사 다 리가: 2010–11, 2013–14, 2014–15, 2015–16
- 수페르타사 칸디두 드 올리베이라: 2014, 2016, 2017

### 개인
- 2017 타사 드 포르투갈 결승전 MOM[3]